# مارسيلو مارتينيز (متزحلق جبال الألب)
مارسيلو مارتينيز (بالإسبانية: Marcelo Martínez)‏ هو متزحلق جبال الألب أرجنتيني، ولد في 2 يونيو 1960 في باريلوتشي في الأرجنتين.

## وصلات خارجية
- مارسيلو مارتينيز على موقع أوليمبيديا (الإنجليزية)